# Placodidus squamosus
Placodidus squamosus är en skalbaggsart som beskrevs av Jan Krikken 1976. Placodidus squamosus ingår i släktet Placodidus och familjen Cetoniidae. Inga underarter finns listade i Catalogue of Life.